# Kelsterbach
Kelsterbach ist eine Kleinstadt im hessischen Landkreis Groß-Gerau mit 16.622 Einwohnern (Stand 31. Dezember 2024). Sie liegt am südwestlichen Stadtrand von Frankfurt am Main in einem Flussbogen am linken Mainufer, unmittelbar an der Mündung der Kelster.
Das ursprünglich weitgehend landwirtschaftlich geprägte Dorf wandelte sich nach dem Bau der Bahnstrecke Frankfurt–Mainz ab dem Beginn des 20. Jahrhunderts stark. Die Ansiedlung großer Fabriken und die Nachbarschaft zu den Chemiewerken in Höchst am Main und Griesheim zog einen großen Bevölkerungszuwachs nach sich. In den Jahrzehnten nach dem Zweiten Weltkrieg kamen viele Unternehmen hinzu, die mit dem nahe gelegenen Frankfurter Flughafen in Beziehung stehen. Die Stadt ist bedeutender Standort für Logistikdienstleister und chemische Produktion.
Per 30. Juni 2014 hatten 31,0 Prozent der gemeldeten Einwohner der Stadt Kelsterbach keine deutsche Staatsangehörigkeit. Kelsterbach hatte damit
nach Offenbach am Main den zweithöchsten Ausländeranteil aller hessischen Kommunen.

## Geographie

### Geographische Lage
Die Stadt liegt am linken beziehungsweise östlichen und südöstlichen Ufer des Flusses Main und westlich des Frankfurter Stadtwalds. Der allgemein als Unterdorf bezeichnete ursprüngliche Ortskern im Norden des Stadtgebiets grenzt sich scharf von dem wesentlich größeren, allgemein Oberdorf genannten Siedlungsbereich ab, der erst mit dem Bau der Bahnstrecke und der Industrialisierung Anfang des 20. Jahrhunderts oberhalb der etwa 17 Meter hohen Kelsterbacher Terrasse entstand, die sich vom Frankfurter Stadtwald acht Kilometer nach Westen zieht. Kelsterbach ist Teil der Stadtregion Frankfurt sowie der Metropolregion Frankfurt/Rhein-Main.

### Nachbargemeinden
Kelsterbach grenzt im Westen an Okriftel, einen Stadtteil von Hattersheim am Main (Main-Taunus-Kreis), im Norden an die Stadtteile Sindlingen, Höchst und Schwanheim der kreisfreien Stadt Frankfurt am Main, im Osten und Süden an das Areal des Flughafens Frankfurt sowie im Südwesten an die Stadt Raunheim.

### Stadtgliederung
Zwar ist im Volksmund für den alten Ort am Main vom Unterdorf die Rede, während die Lage oberhalb der Kelsterbacher Terrasse Oberdorf genannt wird, offiziell gibt es jedoch keine Ortsteile.

## Geschichte

### Steinzeit
Einige Zeit lang galt Kelsterbach als der Ort, bei dem der älteste anatomisch moderne Mensch Europas gefunden wurde. Der als Dame von Kelsterbach bekannt gewordene und auf ein Alter von 32.000 Jahren datierte angebliche Schädel eines Cro-Magnon-Menschen verschwand jedoch im Jahre 2004 im Zusammenhang mit dem Skandal um den Anthropologen Reiner Protsch spurlos und war wohl eine Fälschung.
Aus der Mittelsteinzeit wurden im Bereich der Kelsterbacher Terrasse Mikrolithen gefunden. Ob es sich dabei um Siedlungsspuren handelt, muss dahingestellt bleiben. Auch zahlreiche in alle Epochen der Jungsteinzeit datierende Keramikfunde belegen nicht unbedingt eine dauerhafte Besiedelung.

### Metallzeiten
Eine Besiedelung während der Bronzezeit ist wahrscheinlich. Erste wertvolle Funde aus der Frühzeit dieser Epoche kamen bereits im Jahr 1937 zu Tage. 1972 wurden beim Bau der Kelsterbacher Spange an der Kante der Kelsterbacher Terrasse zwischen Römerschneise und Schwedenschanze mehrere bronzezeitliche Fundkomplexe angeschnitten. Daraus wird auf eine mittel- bis spätbronzezeitlichen Ansiedlung etwa 10–15 Meter oberhalb des Mains geschlossen. Aus der älteren Eisenzeit (700–450 v. Chr.) liegen ebenfalls Siedlungsspuren vor.

### Römer
Frühere Funde gaben bereits Veranlassung, eine römische Ansiedlung des 3. Jahrhunderts in der Kelsterbacher Mainniederung zu vermuten. 1973 in der Flur Auf dem Weilsee gefundene Ziegelteile und Münzen in römischen Brandgräbern waren Anlass zu geophysikalischen Untersuchungen in den Jahren 2001 und 2003. Dabei fanden sich Gebäudestrukturen. Das Institut für archäologische Wissenschaften der Johann Wolfgang Goethe-Universität Frankfurt am Main führte 2004 und 2005 umfangreiche Grabungen durch. Dabei kam ein Gebäude mit Brunnen zu Tage, das als Kleinvilla interpretiert und auf 200–220 n. Chr. datiert wird. Nach dem Fall des Limes um 260 wurde sie aufgegeben.

### Mittelalter
Aufgrund des Ortsnamens wird eine fränkische Gründung Gelsterbach vermutet (gelster = laut rauschend). Als Grundlage dieser Bezeichnung kann der als spärliches Rinnsal dahin ziehende Bach, der in den Schwanheimer Wiesen entspringt, aber kaum gelten, selbst wenn er früher deutlich mehr Wasser geführt haben sollte.
Die älteste erhaltene schriftliche Erwähnung von Gelsterbach findet sich, wie für viele weiterer Orte, im Lorscher Codex (ca. 850 n. Chr.). Über viele Jahrhunderte gehörte Kelsterbach dann zum Wildbann Dreieich, dessen zentrale Verwaltung auf der Burg Hayn ansässig war. Auch nach dem Übergang der Territorialherrschaft an Ysenburg 1433 bestand das königliche Jagdrecht weiter. Kelsterbach gehörte zum Amt Langen der Grafschaft, ab 1523 der Teilgrafschaft Isenburg-Ronneburg.

### Frühe Neuzeit

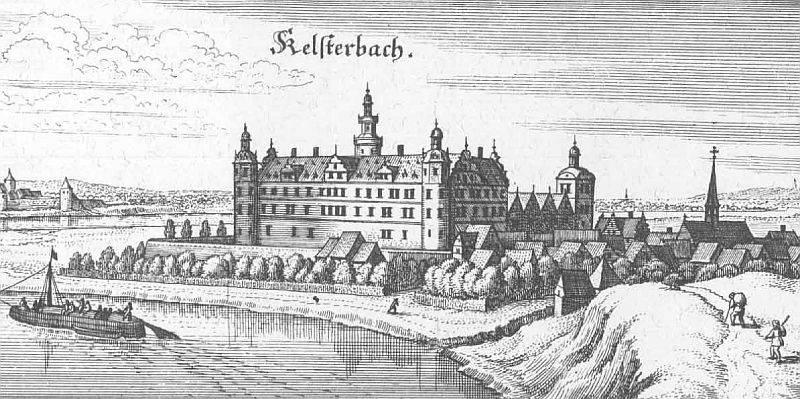
Kelsterbach – Auszug aus der Topographia Hassiae von Matthäus Merian 1655

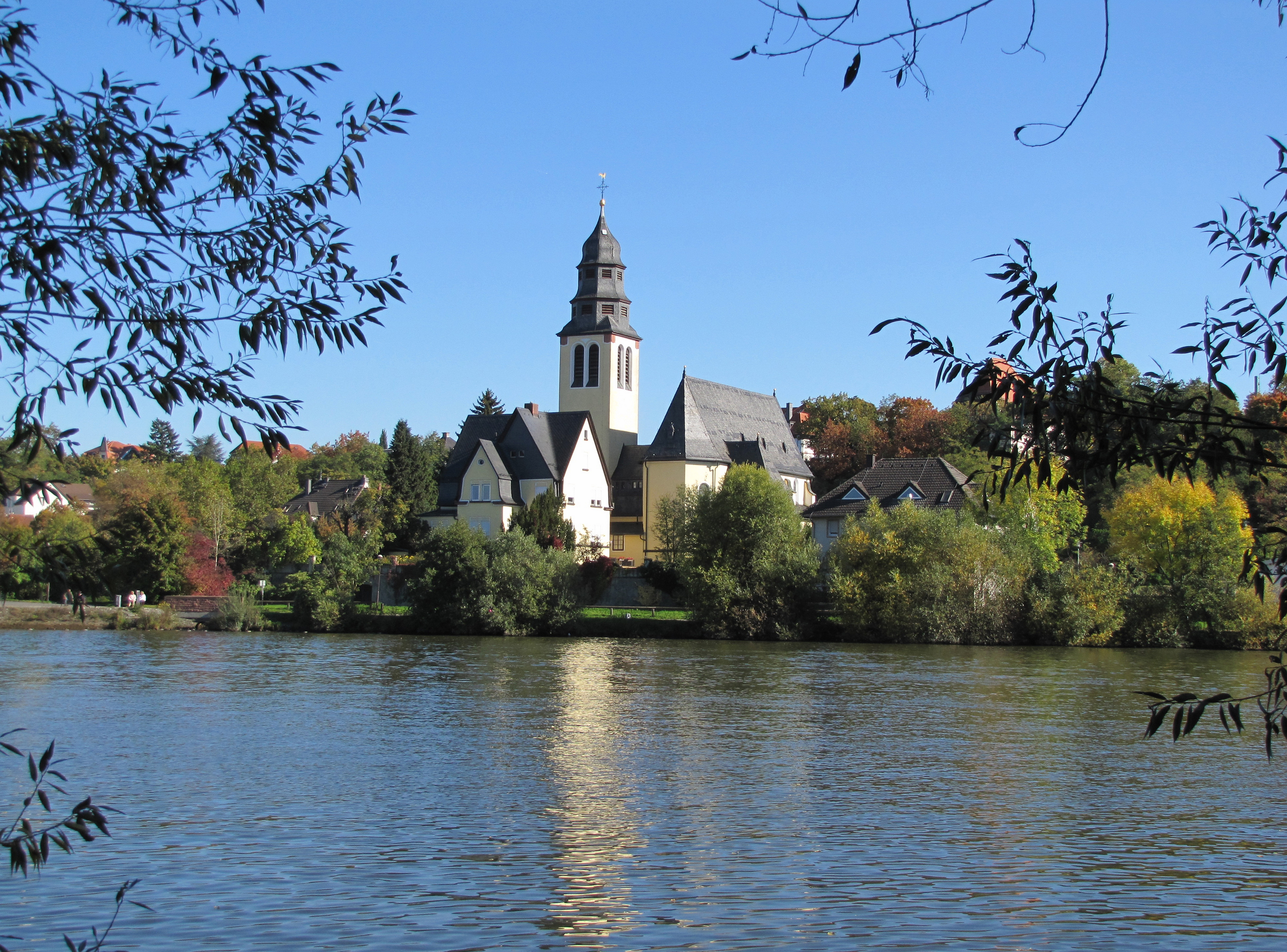
Neubarocke katholische Herz-Jesu-Kirche

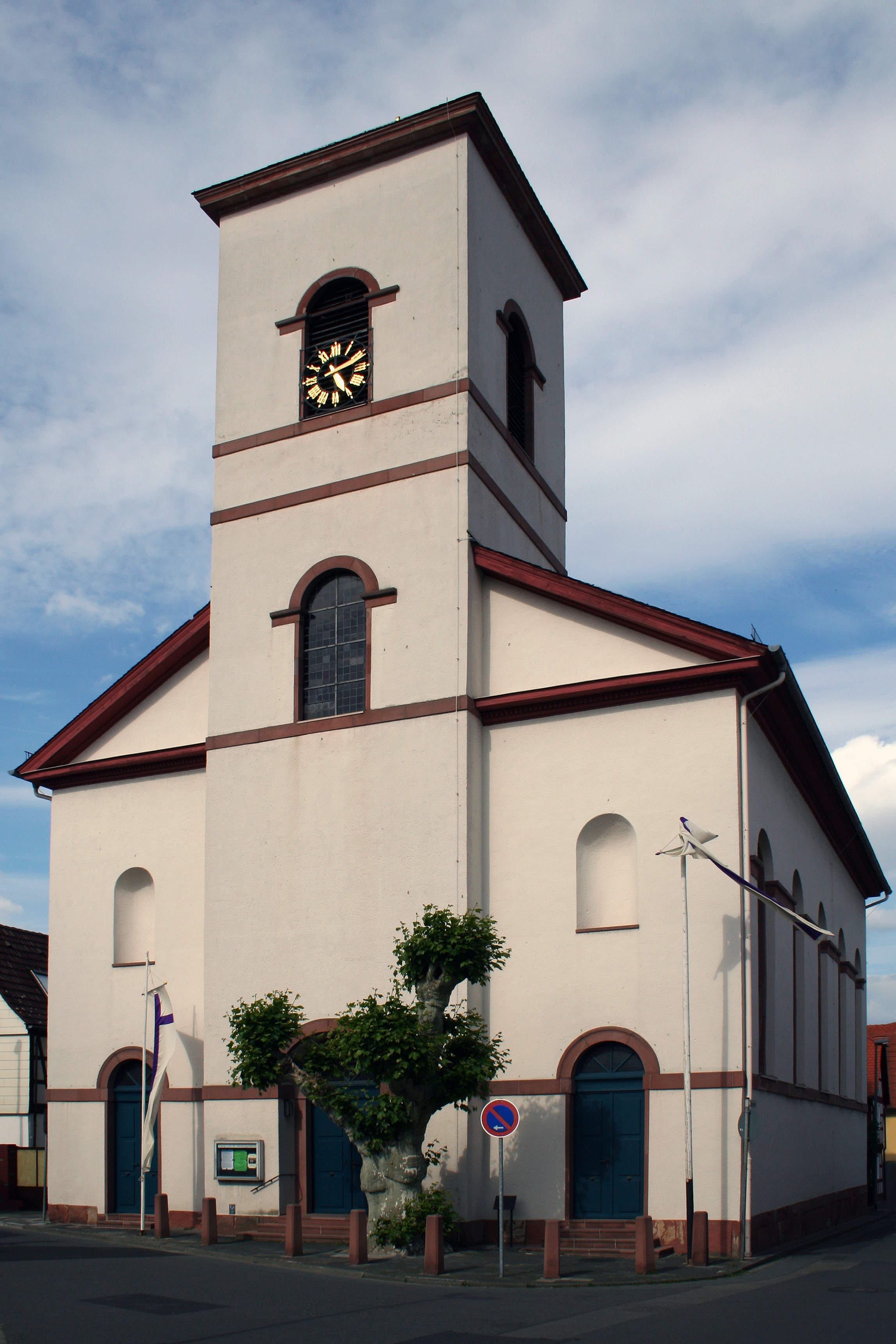
Evangelische St.-Martins-Kirche

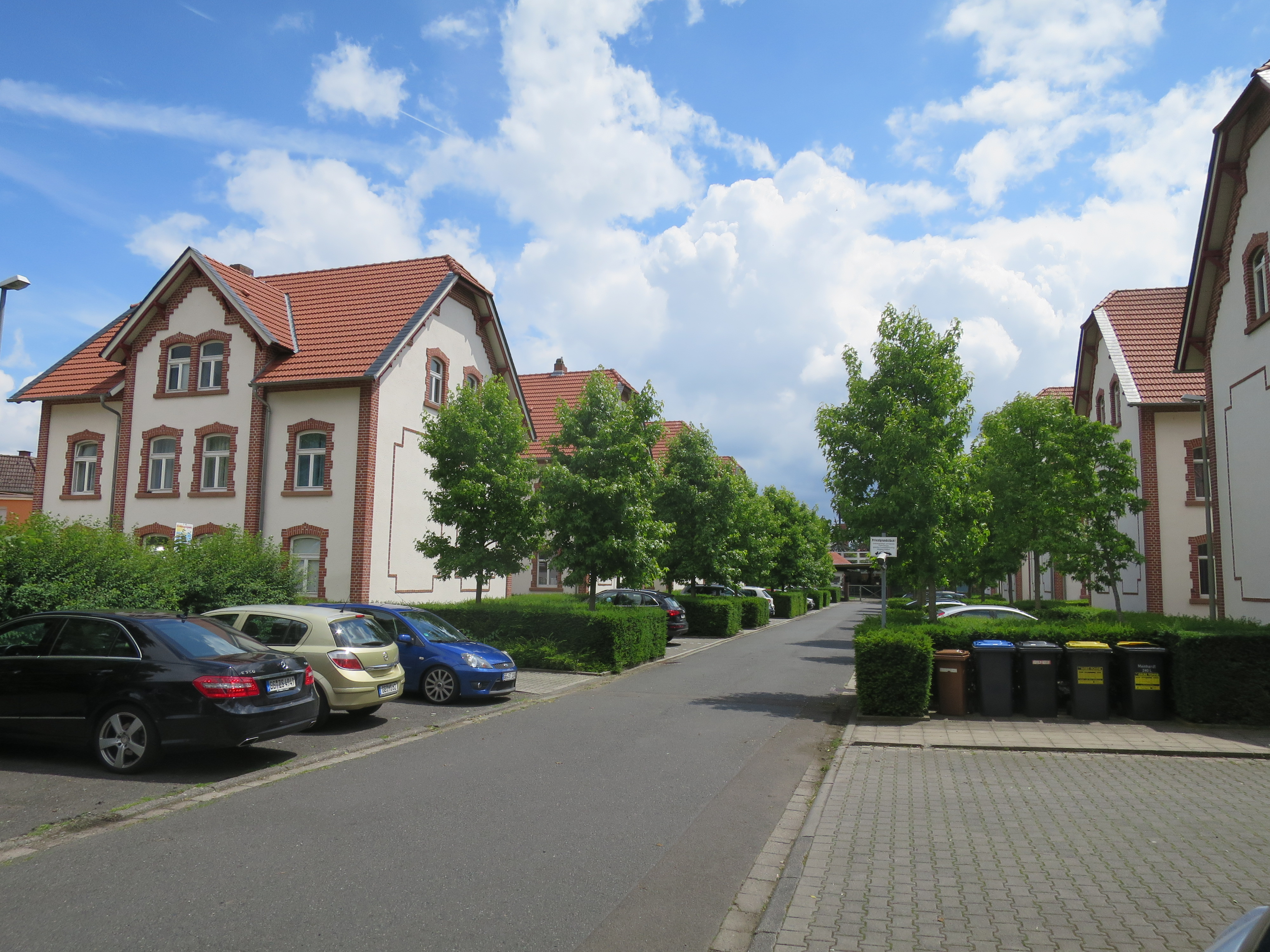
Arbeitersiedlung der ehemaligen Waggonfabrik

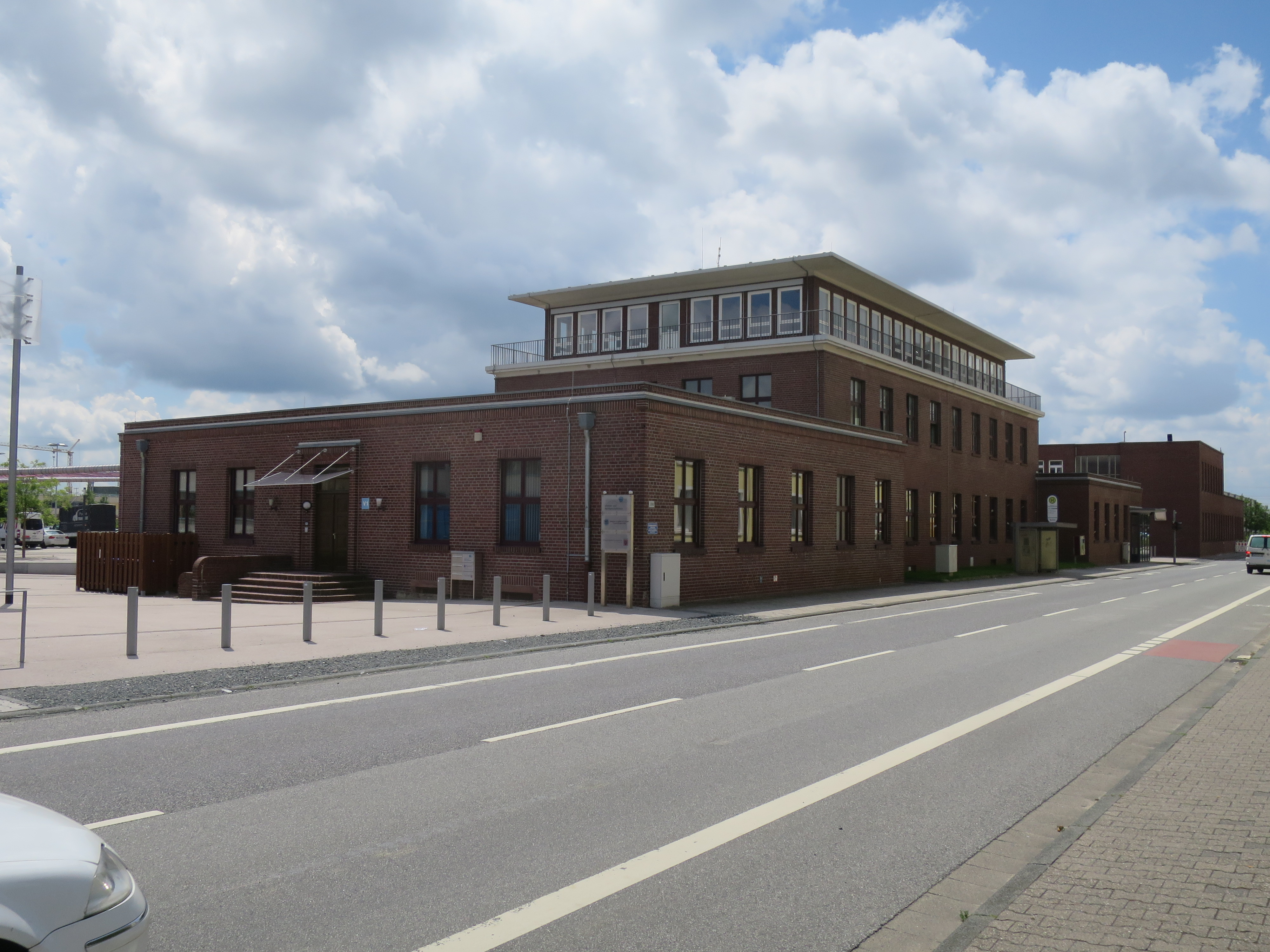
Umwelt- und Nachbarschaftshaus

Graf Anton I. von Ysenburg-Ronneburg trat 1533 zum Luthertum über, band aber erst nach dem Augsburger Religionsfrieden die Bevölkerung an den herrschaftlichen Glauben. Bei der Erbteilung 1565 übernahm Graf Wolfgang von Ysenburg-Ronneburg den Landesteil, in dem Kelsterbach lag. 1566 begann er mit dem 21 Jahre dauernden Bau des Kelsterbacher Schlosses, dessen Aussehen vor allem durch einen Stich von Matthäus Merian überliefert ist. Der Sitz des Amtes Langen wurde nach Kelsterbach verlegt. Durch den Glaubensübertritt des Landesherrn wurde Kelsterbach im Jahr 1583 calvinistisch. In diesem Jahr gründete der Graf auch die erste Schule. Nach seinem Tod im Dezember 1597 wurde er in der Kelsterbacher Schlosskapelle beigesetzt. Nachfolger wurde sein Bruder Heinrich, der Wolfgang um vier Jahre überlebte. Er war lutherisch und führte das von ihm regierte Territorium wieder dem Luthertum zu. Dies führte zu erheblichen Spannungen im Ysenburger Grafenhaus. Angesichts seines nahen Todes handelte Heinrich daher einen Vertrag mit dem lutherischen Landgrafen Ludwig V. von Hessen-Darmstadt aus, wonach das Amt Kelsterbach nach seinem Tod an Hessen-Darmstadt fallen sollte, um eine Rückkehr zum reformierten Glauben zu verhindern. Der heimliche Verkauf des Amtes Kelsterbach führte zu einem langwierigen Rechtsstreit vor dem Reichskammergericht zwischen der Grafschaft Ysenburg-Büdingen und der Landgrafschaft Hessen-Darmstadt, der sich von 1601 bis 1711 hinzog und letztlich mit einer vollständigen Niederlage des Hauses Ysenburg-Büdingen endete. Inzwischen war das Kelsterbacher Schloss im Dreißigjährigen Krieg durch schwedische Truppen zerstört worden. Landgraf Ernst Ludwig plante wegen der verkehrsgünstigen Lage, Kelsterbach zu einer Handwerkerstadt ausbauen zu lassen. Von 1699 bis 1712 wurde dazu die großzügig angelegte, heute noch bestehende Neukelsterbacher Straße mit zweigeschossigen Wohn- und Arbeitshäusern errichtet, in der calvinistische Flüchtlinge angesiedelt werden sollten. Probleme führten zum Scheitern dieses Vorhabens.
Mitte des 18. Jahrhunderts übernahm Landgraf Ludwig VIII. eine zuvor private Fayence-Fabrik, um daraus eine Porzellanmanufaktur zu machen. Der in Meißen ausgebildete Porzellanmaler Christian Daniel Busch wurde mit deren Leitung beauftragt. Namhaftester in Kelsterbach arbeitender Porzellankünstler war Carl Vogelmann. Die Kelsterbacher Porzellanmanufaktur bestand jedoch nur von 1761 bis 1768. Dort hergestellte Produkte sind u. a. in der Großherzoglich-Hessischen Porzellansammlung in Darmstadt ausgestellt. 2011 wurden im Prinz-Georg-Palais in Darmstadt die Sammlungsteile mit Kelsterbacher Porzellan anlässlich der 250-Jahr-Feier der Manufaktur gezeigt.
1756 wurde der Amtssitz nach Mörfelden verlegt; der Name Amt Kelsterbach blieb jedoch bestehen.

### Neuzeit
Die Statistisch-topographisch-historische Beschreibung des Großherzogthums Hessen berichtet 1829 über Kelsterbach:

„Kelsterbach (L. Bez. Langen) luth. Pfarrdorf; liegt am Main und 3 1⁄2 St. von Langen, und hat 92 Häuser und 930 Einw., die bis auf 24 Kath., 1 Reform. und 46 Juden lutherisch sind. Die Gemeinde theilte sich früher in Alt- und Neukelsterbach ein. Hier befindet sich eine Fajence- und Steingutfabrik, eine Tabaksfabrik, mehrere Ziegelhütten und ein Grenznebenzollamt II. Classe. Jährlich werden zwei Vieh- und Krämermärkte gehalten. – Der Ort kommt im 9. Jahrhundert unter dem Namen Gelsterebach vor. Von Falkenstein und Isenburg trug die adelige, nunmehr ausgestorbene Familie von Schwalbach die Vogtei zu Lehen, verkaufte sie aber 1454 wieder an Isenburg. Nach Kelsterbach benannte sich eine Linie der Grafen von Isenburg, die von Philipp, der auch daselbst 1526 gestorben ist, gestiftet wurde. Durch dessen Enkel, Heinrich, kam 1600 das ganze Amt Kelsterbach durch Kauf an Hessen, und zwischen den Jahren 1604–1629 traten auch die weiblichen Erben des Grafen Heinrich von Isenburg ihre Rechte gleichfalls an Hessen ab. Am Main, unweit Kelsterbach, stand noch vor der Reformation die St. Martinskirche im freien Felde, in welche der Ort eingepfarrt war, ehe er zu einer besondern Pfarrei erhoben wurde. Das Kloster Altenmünster in Mainz hatte hier einen Hof, welcher aber 1318 an Philipp von Falkenstein tauschweise abgetreten wurde. Das Schloß ist im dreißigjährigen Krieg sehr verwüstet worden.“

Im Jahr 1821 gegründeten hessisch-darmstädtischen Verwaltungsbezirk Groß-Gerau, schon 1832 in den Kreis Groß-Gerau überführt, wurden die Verwaltungsbezirke neu organisiert und das ehemalige Amt Kelsterbach aufgeteilt. Fortan teilte Kelsterbach bis heute die Geschichte und territoriale Zuordnung des Kreises Groß-Gerau. Verwaltungsmäßig gehörte es nun zum Landratsbezirk Langen. Dort befand sich auch das zuständige Landgericht, das 1879 vom Amtsgericht Langen abgelöst wurde. Später, ab 1957, war für Kelsterbach das Amtsgericht Frankfurt am Main und seit 1971 ist das Amtsgericht Rüsselsheim zuständig.
1899 wurde die Süddeutsche Waggonfabrik AG mit einem Kredit der Commerzbank über 1,2 Millionen Mark gegründet. Sie errichtete ihr Werk und den Firmensitz auf einem Gelände zwischen der Rüsselsheimer Straße und der Bahnstrecke Mainz–Frankfurt, unmittelbar südwestlich des Bahnhofs Kelsterbach und südwestlich der Helfmannstraße. Die Waggonfabrik belieferte unter anderem die Hedschasbahn und die Württembergische Eisenbahn-Gesellschaft für deren Bahnstrecke Amstetten–Laichingen mit Personenwagen und Güterwagen. Die Fabrik musste nach nur drei Jahren bereits wieder schließen und hatte bis dahin etwa 500 Wagen gebaut. Baulicher Überrest der Waggonfabrik ist deren in den Jahren 1899/1900 errichtete Arbeitersiedlung Helfmannstraße, ein Ensemble aus neun Mehrfamilienhäusern, heute Kulturdenkmäler nach dem Hessischen Denkmalschutzgesetz, und das ehemalige Verwaltungsgebäude der Fabrik, heute Umwelt- und Nachbarschaftshaus.
Nach Liquidation der Waggonfabrik siedelte sich 1903 auf deren Gelände die 1890 in Frankfurt am Main gegründete Vereinigte Kunstseidenfabrik AG mit Produktionsgebäuden und Firmensitz an, die 1928 von der Vereinigten Glanzstoff AG übernommen wurde. Dieser Industriebetrieb mit zeitweise über 2600 Beschäftigten prägte nahezu einhundert Jahre lang die weitere Entwicklung des Ortes.
Im Zweiten Weltkrieg befand sich in Kelsterbach ein Durchgangslager für ausländische Zwangsarbeiter, hauptsächlich „Ostarbeiter“. Daher wurde es auch Russenlager genannt. Das Lager befand sich in der Nähe der Autobahn beim ehemaligen Umspannwerk.
Erhebliche Gemarkungsflächen gingen bei Gründung der Gemeinde Zeppelinheim 1938 verloren. Kelsterbach erhielt 1952 das Stadtrecht. Durch die Mitgliedschaft im 1975 gegründeten Umlandverband Frankfurt konnte die erwogene Eingliederung in die Stadt Frankfurt zwar abgewendet werden, aber 1977 musste im Rahmen der Gebietsreform in Hessen durch die zunehmende Ausdehnung des südlich angrenzenden Frankfurter Flughafens weitere Gemarkungsfläche abgegeben werden: Der 733 Hektar große Anteil Kelsterbachs am Flughafengelände fiel an die Stadt Frankfurt. Da damit eine wichtige finanzielle Quelle verloren zu gehen drohte, wurde eine „Vorteilsausgleichszahlung“ vereinbart. Die Ausdehnung des Flughafengeländes setzte sich mit dem Bau der Landebahn Nordwest 2011 fort und stellt die kommunale Selbstständigkeit wieder zunehmend in Frage.

### Verwaltungsgeschichte im Überblick
Die folgende Liste zeigt die Staaten und Verwaltungseinheiten, denen Kelsterbach angehört(e):
- vor 1604 Heiliges Römisches Reich, Grafschaft Isenburg-Ronneburg, Amt Langen
- nach 1604: Heiliges Römisches Reich, Landgrafschaft Hessen, Obergrafschaft Katzenelnbogen, Amt Kelsterbach
- ab 1803: Heiliges Römisches Reich, Landgrafschaft Hessen-Darmstadt, Fürstentum Starkenburg, Amt Kelsterbach
- ab 1806: Großherzogtum Hessen,[Anm. 2] Fürstentum Starkenburg, Amt Kelsterbach[23]
- ab 1815: Großherzogtum Hessen[Anm. 3], Provinz Starkenburg, Amt Kelsterbach
- ab 1821: Großherzogtum Hessen, Provinz Starkenburg, Landratsbezirk Langen[Anm. 4]
- ab 1832: Großherzogtum Hessen, Provinz Starkenburg, Kreis Groß-Gerau
- ab 1848: Großherzogtum Hessen, Regierungsbezirk Darmstadt
- ab 1852: Großherzogtum Hessen, Provinz Starkenburg, Kreis Groß-Gerau
- ab 1871: Deutsches Reich,[Anm. 5] Großherzogtum Hessen, Provinz Starkenburg, Kreis Groß-Gerau
- ab 1918: Deutsches Reich, Volksstaat Hessen,[Anm. 6] Provinz Starkenburg, Kreis Groß-Gerau
- ab 1938: Deutsches Reich, Volksstaat Hessen, Landkreis Groß-Gerau[24][Anm. 7]
- ab 1945: Amerikanische Besatzungszone,[Anm. 8] Groß-Hessen, Regierungsbezirk Darmstadt, Landkreis Groß-Gerau
- ab 1946: Amerikanische Besatzungszone, Hessen, Regierungsbezirk Darmstadt, Landkreis Groß-Gerau
- ab 1949: Bundesrepublik Deutschland, Hessen, Regierungsbezirk Darmstadt, Landkreis Groß-Gerau

## Bevölkerung

### Einwohnerstruktur 2011
Nach den Erhebungen des Zensus 2011 lebten am Stichtag, dem 9. Mai 2011, in Kelsterbach 13.312 Einwohner. Darunter waren 3684 (27,7 %) Ausländer, von denen 2063 aus dem EU-Ausland, 1220 aus anderen europäischen Ländern und 401 aus anderen Staaten kamen.
(Bis zum Jahr 2020 erhöhte sich die Ausländerquote auf 35,1 %.) Von den deutschen Einwohnern hatten 13,7 % einen Migrationshintergrund. Nach dem Lebensalter waren 2100 Einwohner unter 18 Jahren, 6138 zwischen 18 und 49, 2642 zwischen 50 und 64 und 2451 Einwohner waren älter. Die Einwohner lebten in 6459 Haushalten. Davon waren 2532 Singlehaushalte, 1677 Paare mit Kindern und 1578 Paare ohne Kinder, sowie 444 Alleinerziehende und 228 Wohngemeinschaften. In 1179 Haushalten lebten ausschließlich Senioren und in 4725 Haushaltungen lebten keine Senioren.

### Einwohnerentwicklung
| Quelle: Historisches Ortslexikon |                             |
| • 1606:                          | 34 Personen und Hausgesesse |
| • 1629:                          | 20 Hausgesesse              |
| • 1694:                          | 113 Einwohner               |
| • 1806:                          | 750 Einwohner, 97 Häuser    |
| • 1829:                          | 930 Einwohner, 92 Häuser    |
| • 1867:                          | 1347 Einwohner, 193 Häuser  |

| Kelsterbach: Einwohnerzahlen von 1791 bis 2020 | Kelsterbach: Einwohnerzahlen von 1791 bis 2020 | Kelsterbach: Einwohnerzahlen von 1791 bis 2020 | Kelsterbach: Einwohnerzahlen von 1791 bis 2020 | Kelsterbach: Einwohnerzahlen von 1791 bis 2020 |
| --- | ---------------------------------------------- | ---------------------------------------------- | ---------------------------------------------- | ---------------------------------------------- |
| Jahr |                                                |                                                |                                                | Einwohner                                      |
| 1791 | 1791                                           |                                                | 338                                            | 338                                            |
| 1806 | 1806                                           |                                                | 750                                            | 750                                            |
| 1829 | 1829                                           |                                                | 930                                            | 930                                            |
| 1834 | 1834                                           |                                                | 1.041                                          | 1.041                                          |
| 1840 | 1840                                           |                                                | 1.031                                          | 1.031                                          |
| 1846 | 1846                                           |                                                | 1.125                                          | 1.125                                          |
| 1852 | 1852                                           |                                                | 1.256                                          | 1.256                                          |
| 1858 | 1858                                           |                                                | 1.213                                          | 1.213                                          |
| 1864 | 1864                                           |                                                | 1.301                                          | 1.301                                          |
| 1871 | 1871                                           |                                                | 1.306                                          | 1.306                                          |
| 1875 | 1875                                           |                                                | 1.419                                          | 1.419                                          |
| 1885 | 1885                                           |                                                | 1.784                                          | 1.784                                          |
| 1895 | 1895                                           |                                                | 1.914                                          | 1.914                                          |
| 1905 | 1905                                           |                                                | 3.102                                          | 3.102                                          |
| 1910 | 1910                                           |                                                | 4.012                                          | 4.012                                          |
| 1925 | 1925                                           |                                                | 4.729                                          | 4.729                                          |
| 1939 | 1939                                           |                                                | 5.829                                          | 5.829                                          |
| 1946 | 1946                                           |                                                | 6.699                                          | 6.699                                          |
| 1950 | 1950                                           |                                                | 8.373                                          | 8.373                                          |
| 1956 | 1956                                           |                                                | 9.679                                          | 9.679                                          |
| 1961 | 1961                                           |                                                | 11.228                                         | 11.228                                         |
| 1967 | 1967                                           |                                                | 13.517                                         | 13.517                                         |
| 1970 | 1970                                           |                                                | 14.954                                         | 14.954                                         |
| 1972 | 1972                                           |                                                | 15.346                                         | 15.346                                         |
| 1975 | 1975                                           |                                                | 14.479                                         | 14.479                                         |
| 1980 | 1980                                           |                                                | 13.800                                         | 13.800                                         |
| 1985 | 1985                                           |                                                | 13.223                                         | 13.223                                         |
| 1990 | 1990                                           |                                                | 14.056                                         | 14.056                                         |
| 1995 | 1995                                           |                                                | 14.491                                         | 14.491                                         |
| 2000 | 2000                                           |                                                | 14.272                                         | 14.272                                         |
| 2005 | 2005                                           |                                                | 13.693                                         | 13.693                                         |
| 2010 | 2010                                           |                                                | 13.395                                         | 13.395                                         |
| 2011 | 2011                                           |                                                | 13.312                                         | 13.312                                         |
| 2015 | 2015                                           |                                                | 15.721                                         | 15.721                                         |
| 2020 | 2020                                           |                                                | 16.983                                         | 16.983                                         |
| Datenquelle: Historisches Gemeindeverzeichnis für Hessen: Die Bevölkerung der Gemeinden 1834 bis 1967. Wiesbaden: Hessisches Statistisches Landesamt, 1968. Weitere Quellen: LAGIS; 1791; 1972:; Hessisches Statistisches Informationssystem; Zensus 2011 |                                                |                                                |                                                |                                                |

### Erwerbstätigkeit
Die Gemeinde im Vergleich mit Landkreis, Regierungsbezirk Darmstadt und Hessen:
|                                                   | Jahr | Gemeinde | Landkreis | Regierungsbezirk | Hessen    |
| ------------------------------------------------- | ---- | -------- | --------- | ---------------- | --------- |
| Sozialversicherungspflichtig Beschäftigte         | 2017 | 7.389    | 98.042    | 1.695.567        | 2.524.156 |
| Veränderung zu                                    | 2000 | −35,6 %  | +5,4 %    | +16,1 %          | +16,0 %   |
| davon Vollzeit                                    | 2017 | 78,2 %   | 75,9 %    | 72,8 %           | 71,8 %    |
| davon Teilzeit                                    | 2017 | 21,8 %   | 24,1 %    | 27,2 %           | 28,2 %    |
| Ausschließlich geringfügig entlohnte Beschäftigte | 2017 | 790      | 13.048    | 224.267          | 372.991   |
| Veränderung zu                                    | 2000 | +0,9 %   | −9,6 %    | +9,0 %           | +8,8 %    |

| Branche                         | Jahr | Gemeinde | Landkreis | Regierungsbezirk | Hessen |
| ------------------------------- | ---- | -------- | --------- | ---------------- | ------ |
| Produzierendes Gewerbe          | 2000 | 9,4 %    | 43,8 %    | 27,0 %           | 30,6 % |
|                                 | 2017 | 5,1 %    | 33,2 %    | 20,4 %           | 24,3 % |
| Handel, Gastgewerbe und Verkehr | 2000 | 74,7 %   | 27,6 %    | 26,4 %           | 25,1 % |
|                                 | 2017 | 55,8 %   | 27,9 %    | 24,7 %           | 23,8 % |
| Unternehmensdienstleistungen    | 2000 | 11,3 %   | 14,0 %    | 25,1 %           | 20,2 % |
|                                 | 2017 | 29,7 %   | 19,9 %    | 31,6 %           | 26,1 % |
| Sonstige Dienstleistungen       | 2000 | 4,5 %    | 13,7 %    | 20,1 %           | 22,5 % |
|                                 | 2017 | 9,5 %    | 18,6 %    | 23,0 %           | 25,4 % |
| Sonstiges (bzw. ohne Zuordnung) | 2000 | 0,1 %    | 1,0 %     | 1,4 %            | 1,5 %  |
|                                 | 2017 | 0,0 %    | 0,5 %     | 0,3 %            | 0,4 %  |

## Religion

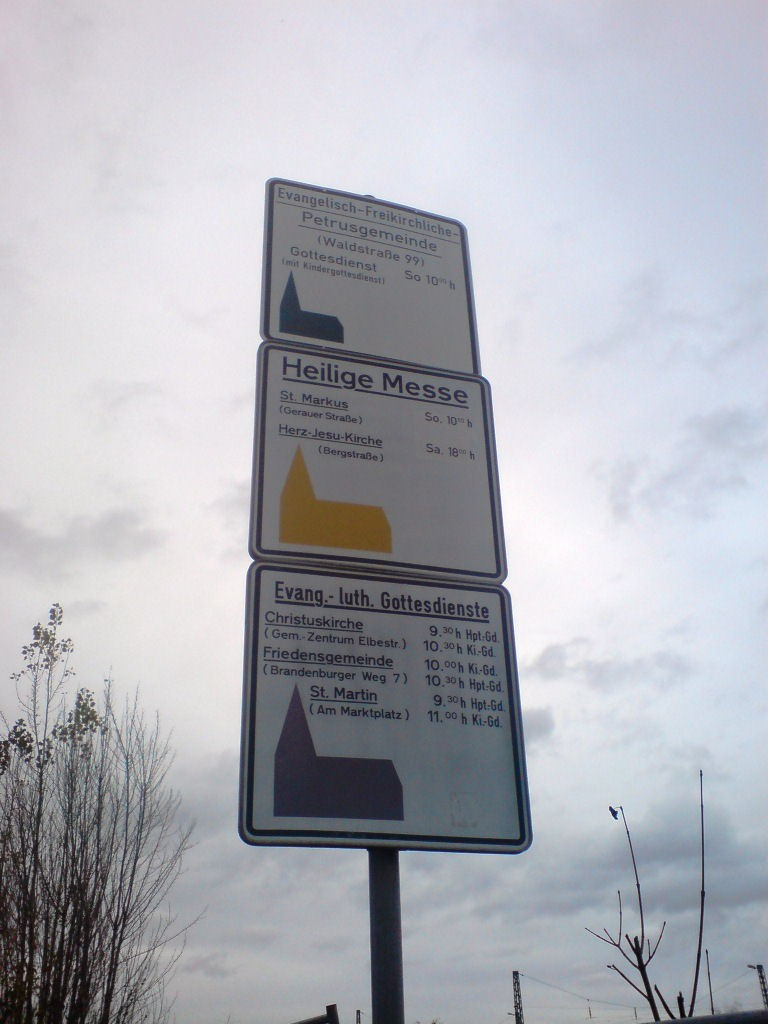
Gottesdiensthinweise der christlichen Kirchen in Kelsterbach

### Historische Religionszugehörigkeit
| Quelle: Historisches Ortslexikon | |
| • 1829:                          | 859 lutherische (= 92,37 %), einen reformierten (= 0,11 %), 46 jüdische (= 4,95 %) und 24 katholische (= 2,58 %) Einwohner                                                          |
| • 1961:                          | 6685 evangelische (= 59,54 %), 3613 katholische (= 32,18 %) Einwohner |
| • 1987:                          | 5380 evangelische (= 40,36 %), 4326 katholische (= 32,45 %), 3625 sonstige (= 27,19 %) Einwohner                                                                                    |
| • 2011:                          | 3700 evangelische (= 27,8 %), 3030 katholische (= 22,8 %), 170 freikirchliche (= 1,2 %), 800 orthodoxe (= 6,0 %), 1210 andersgläubige (= 9,1 %), 4380 sonstige (= 33,0 %) Einwohner |

### Heutige Kirchengemeinden
In Kelsterbach gibt es drei Gemeinden der Evangelischen Kirche in Hessen und Nassau: die Christuskirchengemeinde, die Friedensgemeinde, und die St. Martinsgemeinde.

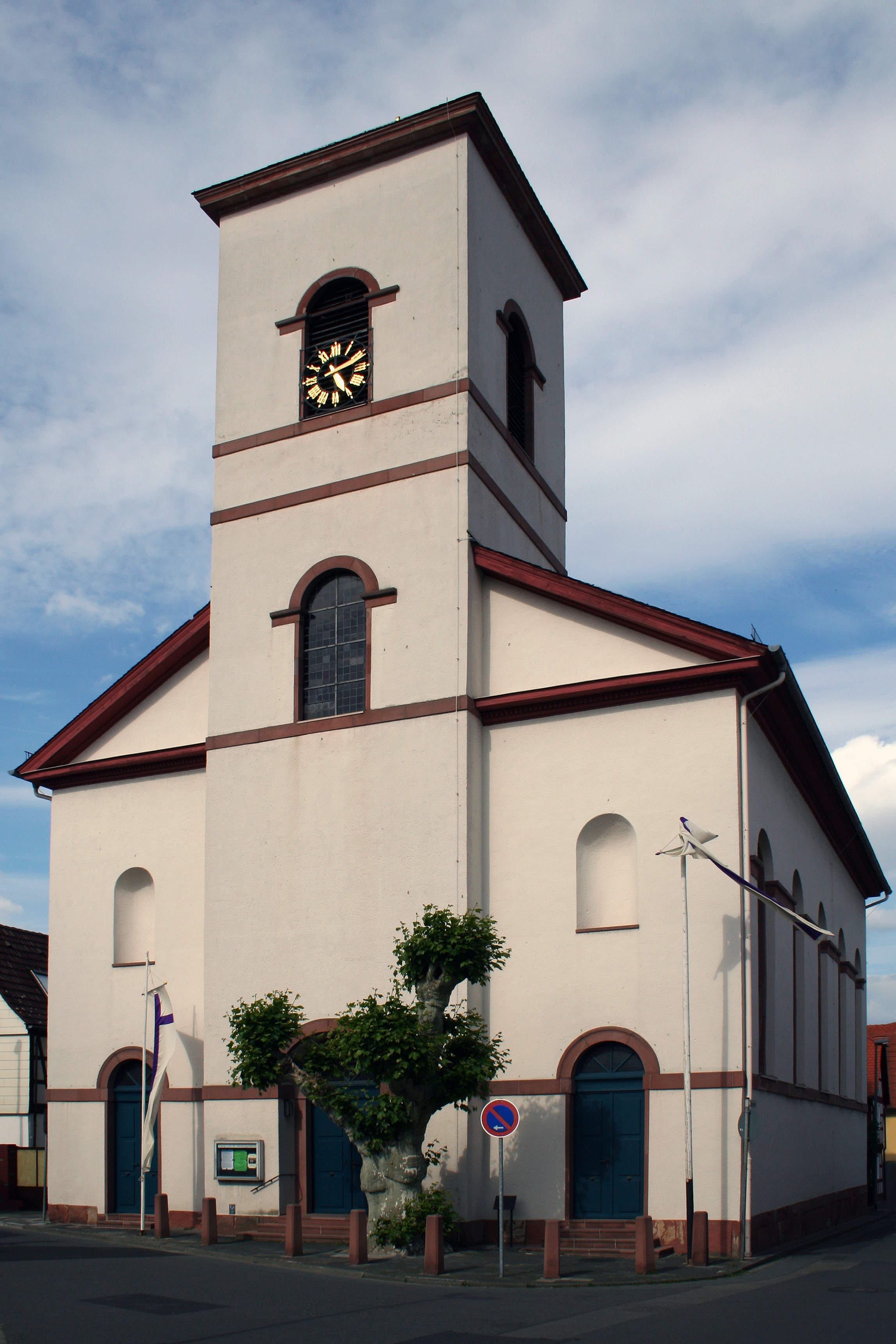
St. Martin

Die Christuskirche Kelsterbach wird seit 2014 auch von der Koreanischen Kirchengemeinde Uri e. V. genutzt, deren Pfarrer der Presbyterianischen Kirche Südkoreas entstammt.
Zum Dekanat Rüsselsheim im Bistum Mainz der katholischen Kirche zählt die Kirchengemeinde Herz-Jesu, die Gottesdienste in der Sankt-Markus-Kirche feiert. Die Herz-Jesu-Kirche wird nicht mehr für Gottesdienste verwendet. Die Pfarrei soll zum Januar 2026 hin mit den Kirchengemeinden von Raunheim und Rüsselsheim zusammengelegt werden.

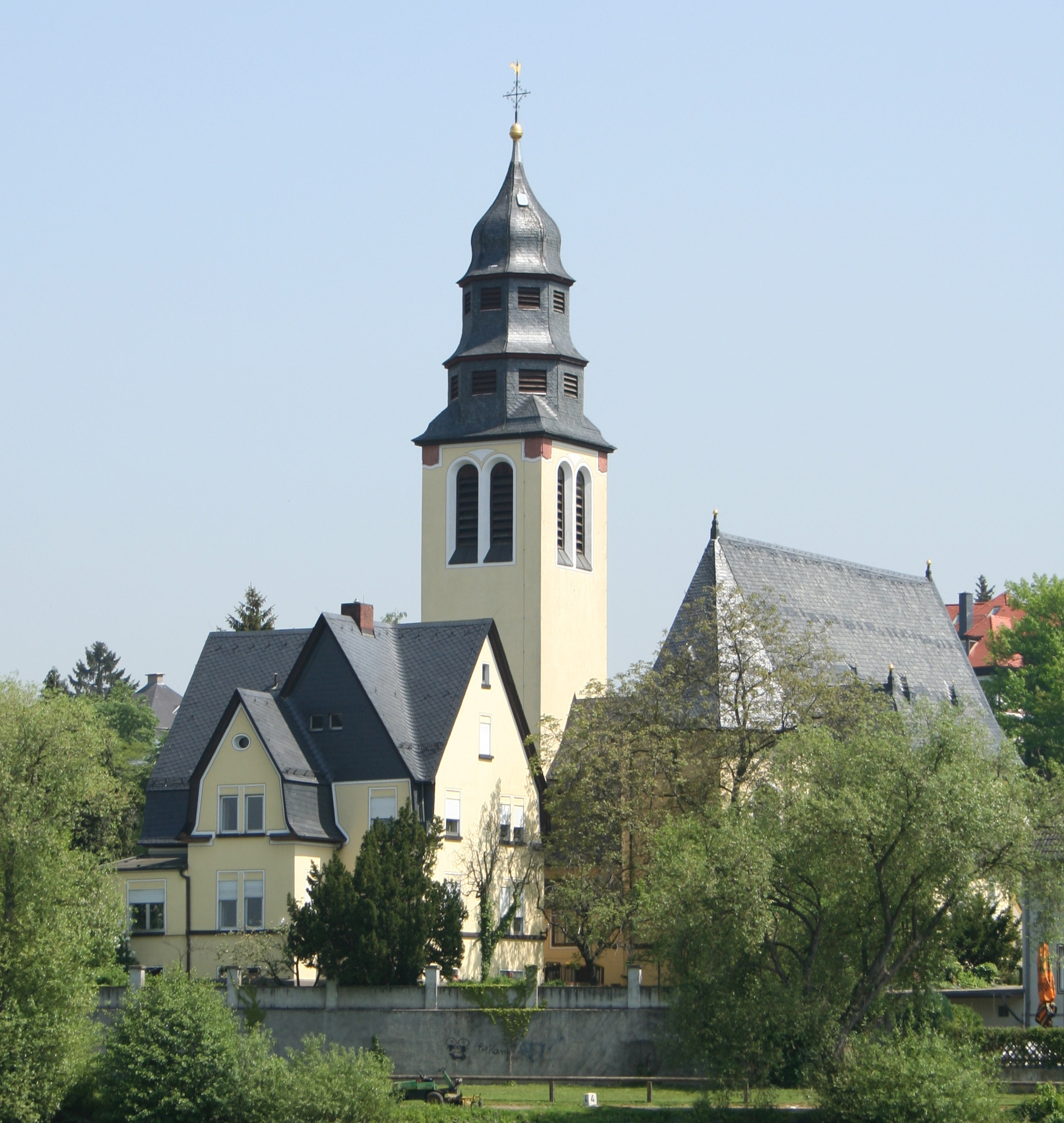
Herz-Jesu-Kirche
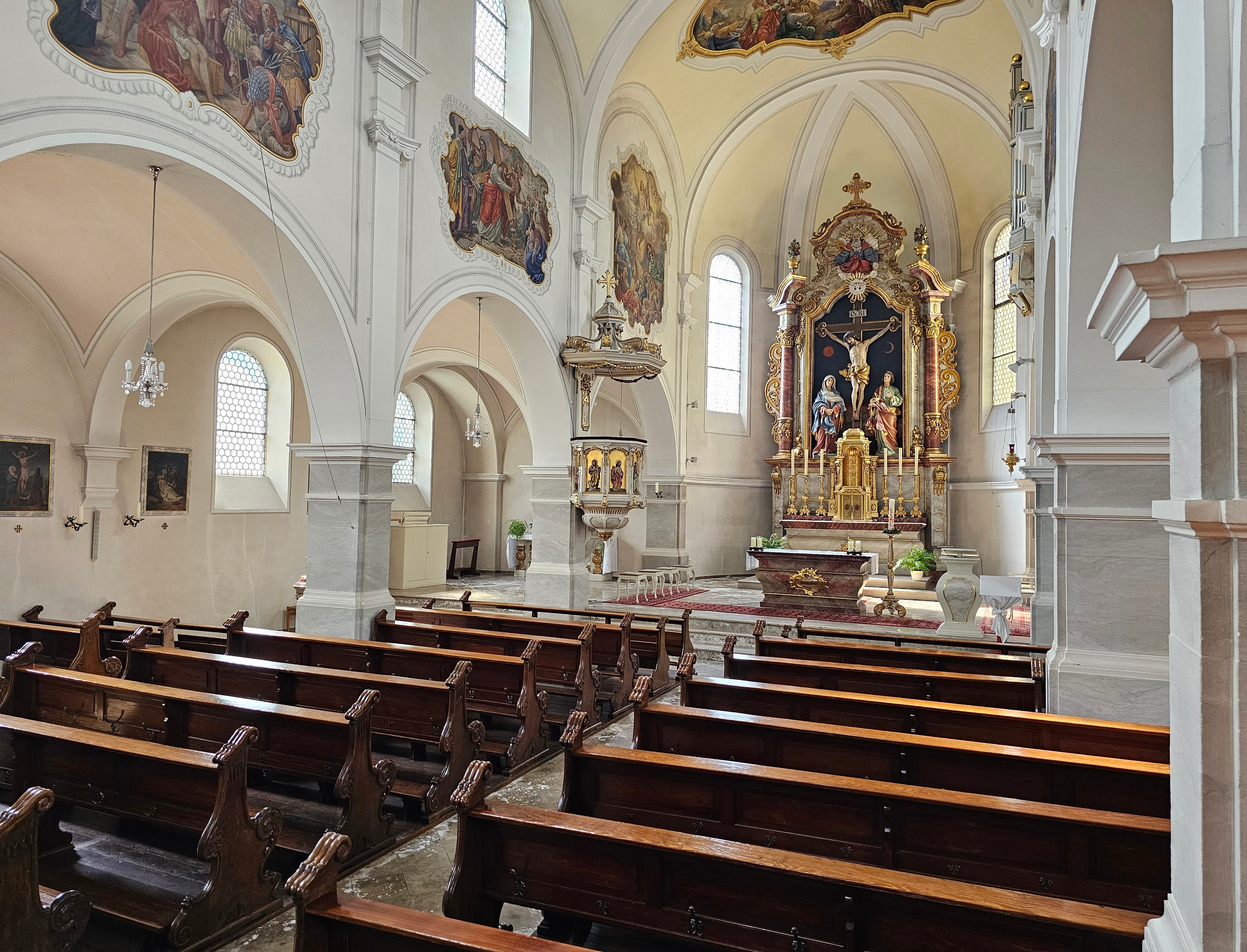
Innenraum Herz-Jesu (2023)
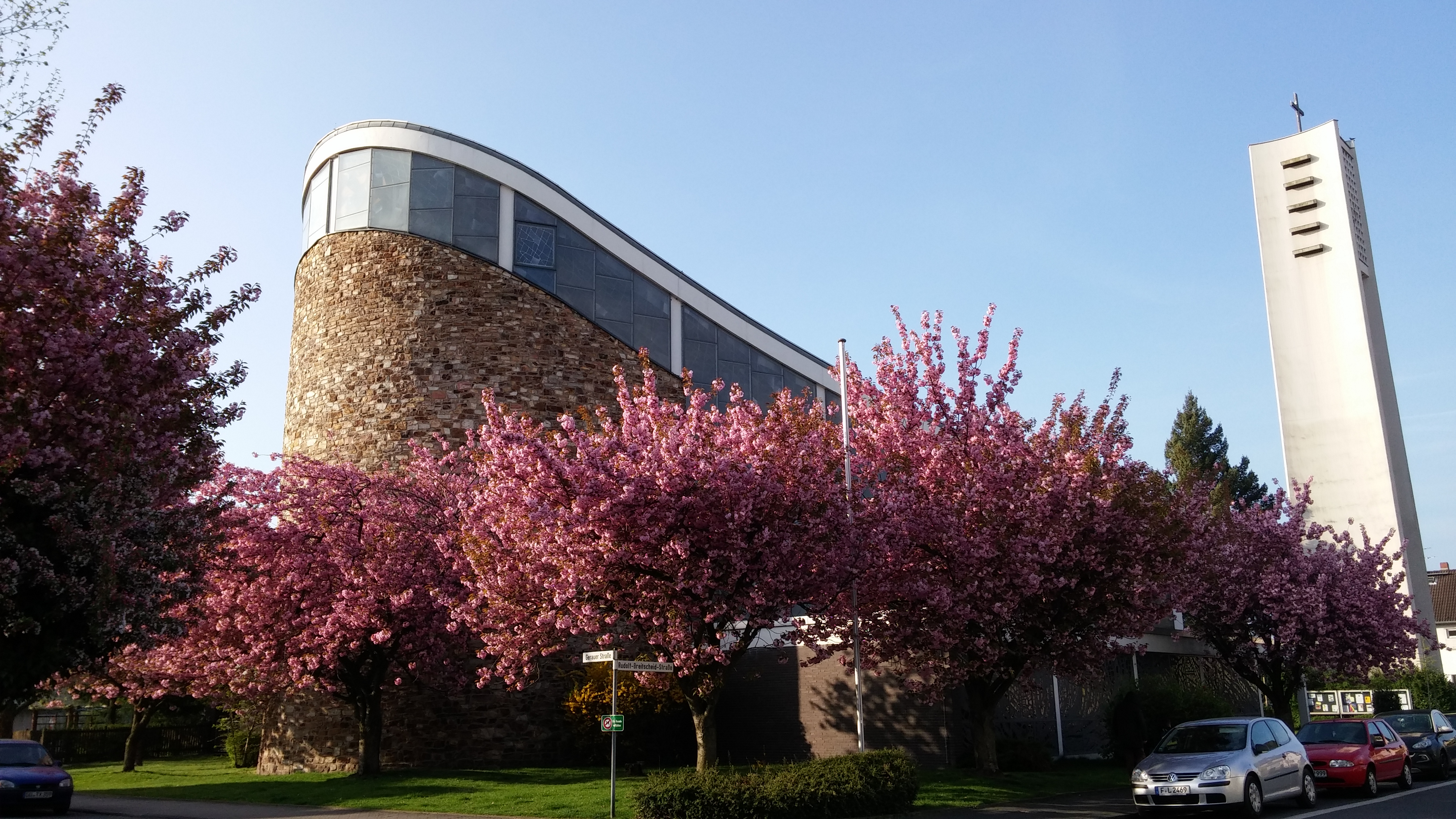
St. Markus-Kirche

In Kelsterbach ist die Petrusgemeinde Kelsterbach ansässig. Sie gehört zum Bund Evangelisch-Freikirchlicher Gemeinden (BEFG) und ist eine Baptistengemeinde.

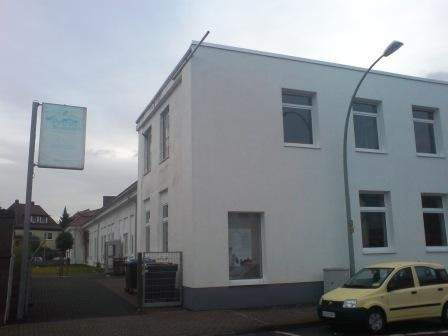
Petrusgemeinde vom Kleinen Kornweg aus gesehen
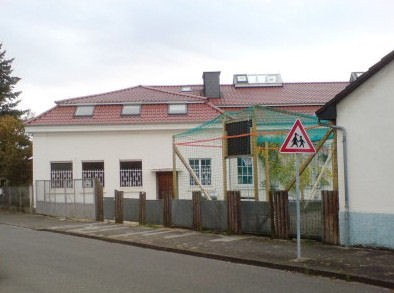
Petrusgemeinde von der Waldstraße aus gesehen, mit gemeindeeigenem Spielplatz
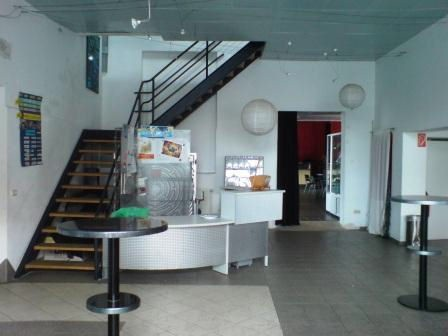
Foyer der Petrusgemeinde

## Politik

### Stadtverordnetenversammlung
Die Kommunalwahl am 14. März 2021 lieferte folgendes Ergebnis, in Vergleich gesetzt zu früheren Kommunalwahlen:
| Sitzverteilung in der Stadtverordnetenversammlung 2021Insgesamt 31 Sitze - Linke: 1 - SPD: 12 - WIK: 5 - FNK: 1 - FW: 3 - FDP: 1 - FWG: 1 - EUK: 1 - CDU: 6 |                                                 |                                                 |        |        |        |        |        |        |        |        |        |        |        |        |
| Parteien und Wählergemeinschaften | Parteien und Wählergemeinschaften               | 2021                                            | 2021   | 2016   | 2016   | 2011   | 2011   | 2006   | 2006   | 2001   | 2001   | 1997   | 1997   |        |
| Parteien und Wählergemeinschaften | Parteien und Wählergemeinschaften               | % a                                             | Sitze  | % a    | Sitze  | % a    | Sitze  | % a    | Sitze  | % a    | Sitze  | % a    | Sitze  |        |
| Sozialdemokratische Partei Deutschlands | SPD                                             | 39,5                                            | 12     | 39,5   | 12     | 44,8   | 17     | 55,2   | 20     | 58,3   | 22     | 55,4   | 20     |        |
| Wählerinitiative Kelsterbach | WIK                                             | 15,9                                            | 5      | 20,6   | 6      | 21,3   | 8      | 12,7   | 5      | 13,4   | 5      | 18,2   | 7      |        |
| Christlich Demokratische Union Deutschlands | CDU                                             | 19,6                                            | 6      | 17,8   | 6      | 20,2   | 7      | 26,2   | 10     | 22,7   | 8      | 20,5   | 8      |        |
| Liste unabhängiger Bürger | LuB                                             | –                                               | –      | 10,8   | 3      | –      | –      | –      | –      | –      | –      | –      | –      |        |
| Die Linke | DIE LINKE                                       | 3,8                                             | 1      | 4,2    | 1      | 4,0    | 1      | –      | –      | –      | –      | –      | –      |        |
| Freie Wähler | FW                                              | 9,3                                             | 3      | 3,8    | 1      | 7,7    | 3      | –      | –      | –      | –      | –      | –      |        |
| Freie Wählergemeinschaft | F.W.G.                                          | 5,0                                             | 1      | –      | –      | –      | –      | –      | –      | –      | –      | –      | –      |        |
| Freie Demokratische Partei | FDP                                             | 2,5                                             | 1      | 1,9    | 1      | –      | –      | –      | –      | –      | –      | –      | –      |        |
| Europäische Union Kelsterbach | EUK                                             | 1,8                                             | 1      | 1,6    | 1      | 2,0    | 1      | 5,9    | 2      | 5,5    | 2      | 5,9    | 2      |        |
| Forum Neues Kelsterbach | FNK                                             | 2,5                                             | 1      | –      | –      | –      | –      | –      | –      | –      | –      | –      | –      |        |
| prozentualer Anteil ungültiger Stimmabgaben | prozentualer Anteil ungültiger Stimmabgaben     | prozentualer Anteil ungültiger Stimmabgaben     | 2,6    |        | 2,4    |        | 3,7    |        | 2,5    |        | 3,0    |        | 4,0    |        |
| Sitze der Stadtverordnetenversammlung insgesamt | Sitze der Stadtverordnetenversammlung insgesamt | Sitze der Stadtverordnetenversammlung insgesamt | 31     | 31     | 31     | 31     | 37     | 37     | 37     | 37     | 37     | 37     | 37     | 37     |
| Wahlbeteiligung | Wahlbeteiligung                                 | Wahlbeteiligung                                 | 51,7 % | 51,7 % | 45,0 % | 45,0 % | 45,7 % | 45,7 % | 42,7 % | 42,7 % | 50,2 % | 50,2 % | 69,5 % | 69,5 % |

### Bürgermeister
Nach der hessischen Kommunalverfassung wird der Bürgermeister für eine sechsjährige Amtszeit gewählt, seit dem Jahr 1993 in einer Direktwahl, und ist Vorsitzender des Magistrats, dem in der Stadt Kelsterbach neben dem Bürgermeister ehrenamtlich ein Erster Stadtrat und acht weitere Stadträte angehören. Bürgermeister ist seit dem 1. Oktober 2008 Manfred Ockel (SPD), der bis dahin als Erster Stadtrat, das Amt war damals hauptamtlich, dem Magistrat angehörte. Der Amtsvorgänger Erhard Engisch (SPD) kündigte im Februar 2008 an, seine zweite Amtszeit aus gesundheitlichen Gründen vorzeitig beenden zu wollen und trat am 1. Mai 2008 in den Ruhestand. Manfred Ockel übernahm als Erster Stadtrat die kommissarische Leitung der Stadtverwaltung. Ockel kandidierte bei der vorgezogenen Bürgermeisterwahl und erhielt am 17. August 2008 im ersten Wahlgang bei 31,6 Prozent Wahlbeteiligung 84,3 Prozent der Stimmen. Es folgten zwei Wiederwahlen, zuletzt, wegen der COVID-19-Pandemie verschoben, im März 2021. Wegen der verschobenen Wahl begann seine dritte Amtszeit am 1. Juni 2021.
Amtszeiten der Bürgermeister
- 2008–2027 Manfred Ockel (SPD)[50]
- 1997–2008 Erhard Engisch (SPD)[51]
- 1961–1997 Friedrich Treutel (SPD)
- 1946–1961 Wendelin Scherer (SPD)

### Wappen

| | Blasonierung: „In Schwarz ein silberner Eichenzweig mit drei goldenen Eicheln.“ |
| Wappenbegründung: Auch hier tritt wieder der Eichenzweig als Sinnbild für die frühere Zugehörigkeit des Ortes zum Reichsforst Dreieich auf. Das wohl aus dem frühen 16. Jahrhundert stammende Gerichtssiegel zeigt es schon; im Siegel des 19. Jahrhunderts wachsen Eichenzweige auch aus den Seitenrändern des Schildes hervor. Hupps Wiedergabe entspricht einem späteren Bürgermeistereisiegel, in dem der Zweig auf einem Dreiberg steht. Die Tingierung wird von den Farben Schwarz und Silber des Stammwappens der Grafen und nachmaligen Fürsten von Isenburg wegen der Ortsherrschaft seit 1418 bestimmt. Das Wappen wurde von dem Darmstädter Heraldiker Georg Massoth gestaltet und 1925 durch das Ministerium des Innern des Volksstaates Hessen verliehen. |                                                                                 |

### Flagge
Am 31. März 1952 wurde der nun Stadt Kelsterbach durch das Ministerium des Innern das Recht zur Führung einer Flagge verliehen, die wie folgt beschrieben wird:
„Auf der verbreiterten, weißen Mittelbahn des rot-weiß-roten Flaggentuches das Stadtwappen.“

### Städtepartnerschaften
- Baugé, (Département Maine-et-Loire), Frankreich, seit 31. August 1979

## Kultur und Sehenswürdigkeiten

### Apfelsorte
Im Jahr 2018 wurde die Apfelsorte Ruhm aus Kelsterbach als „Hessische Lokalsorte des Jahres“ durch die Landesgruppe Hessen des Pomologen-Vereins e. V. benannt. Es soll auf alte, erhaltenswerte Obstsorten in Hessen aufmerksam gemacht werden. Dabei werden jedes Jahr entsprechende Aktionen und Öffentlichkeitsarbeit durchgeführt, wie Pflegemaßnahmen an Altbäumen, Reisergewinnung und Abgabe an Baumschulen, Pflanzaktionen sowie Vorträge und Ausstellungen.

### Vereine
In den Sportstätten und den städtischen Räumlichkeiten findet ein reges Vereinsleben (ca. 90 Vereine und Organisationen) statt. Kelsterbach nennt sich daher auch Stadt der Vereine. Neben vielen kulturellen Veranstaltungen ist Kelsterbach weit über die Stadtgrenzen hinaus für seine traditionelle Kerb am ersten Sonntag im September bekannt, die auch heute noch von einer großen Zahl sogenannter Kerweborsch getragen wird. Auch das Altstadtfest eine Woche später wird wesentlich durch die Beteiligung der örtlichen Vereine mit gestaltet. Der örtliche Fußballverein Viktoria Kelsterbach spielte bereits in der Hessenliga.
Kelsterbacher Vereine, Organisationen und Verbände organisieren außerdem eigene Veranstaltungen im Bereich des Sports, der Musik und des Gesangs, aber auch in der Aus- und Fortbildung, der Hobbykunst und diversen Feldern des öffentlichen und sozialen Lebens sind sie tätig.

## Wirtschaft und Infrastruktur

### Flächennutzung
Das Gemeindegebiet umfasst eine Gesamtfläche von 1538 Hektar, davon entfallen in ha auf:
| Nutzungsart             | Nutzungsart             | 2011 | 2015 |
| ----------------------- | ----------------------- | ---- | ---- |
| Gebäude- und Freifläche | Gebäude- und Freifläche | 336  | 326  |
| davon                   | Wohnen                  | 136  | 135  |
|                         | Gewerbe                 | 110  | 116  |
| Betriebsfläche          | Betriebsfläche          | 61   | 59   |
| davon                   | Abbauland               | 13   | 13   |
| Erholungsfläche         | Erholungsfläche         | 28   | 27   |
| davon                   | Grünanlage              | 25   | 24   |
| Verkehrsfläche          | Verkehrsfläche          | 204  | 436  |
| Landwirtschaftsfläche   | Landwirtschaftsfläche   | 236  | 233  |
| davon                   | Moor                    | 0    | 0    |
|                         | Heide                   | 0    | 0    |
| Waldfläche              | Waldfläche              | 574  | 360  |
| Wasserfläche            | Wasserfläche            | 77   | 77   |
| Sonstige Nutzung        | Sonstige Nutzung        | 20   | 20   |

### Verkehr

#### Straßenverkehr
Kelsterbach hat eine Anschlussstelle an die A 3, über die B 40a und einen Autobahnzubringer gelangt man schnell auf die A 66. Die B 43 führt durch das Stadtgebiet von Kelsterbach.
Seit Frühjahr 2010 ist die B 43 durch die Ortslage Kelsterbachs zu einer Ortsstraße abgestuft worden und ist nunmehr in die Verantwortung der Stadt übergegangen. Die Verantwortlichen der Stadt haben eine umfangreiche neue Verkehrsregelung erarbeitet, die sicherstellen soll, dass der gesamte Schwerlastverkehr (ab 3,5 Tonnen) über die B 40, den Airportring und die Okrifteler Straße umgeleitet werden. Somit wollen die Verantwortlichen sicherstellen, dass der rege Durchgangsverkehr auf der alten B 43 verhindert wird und der für die Kelsterbacher Gewerbegebiete bestimmte Zielverkehr über die Anschlussstelle Kelsterbach Süd der A 3 Kelsterbach erreicht.

#### Eisenbahn

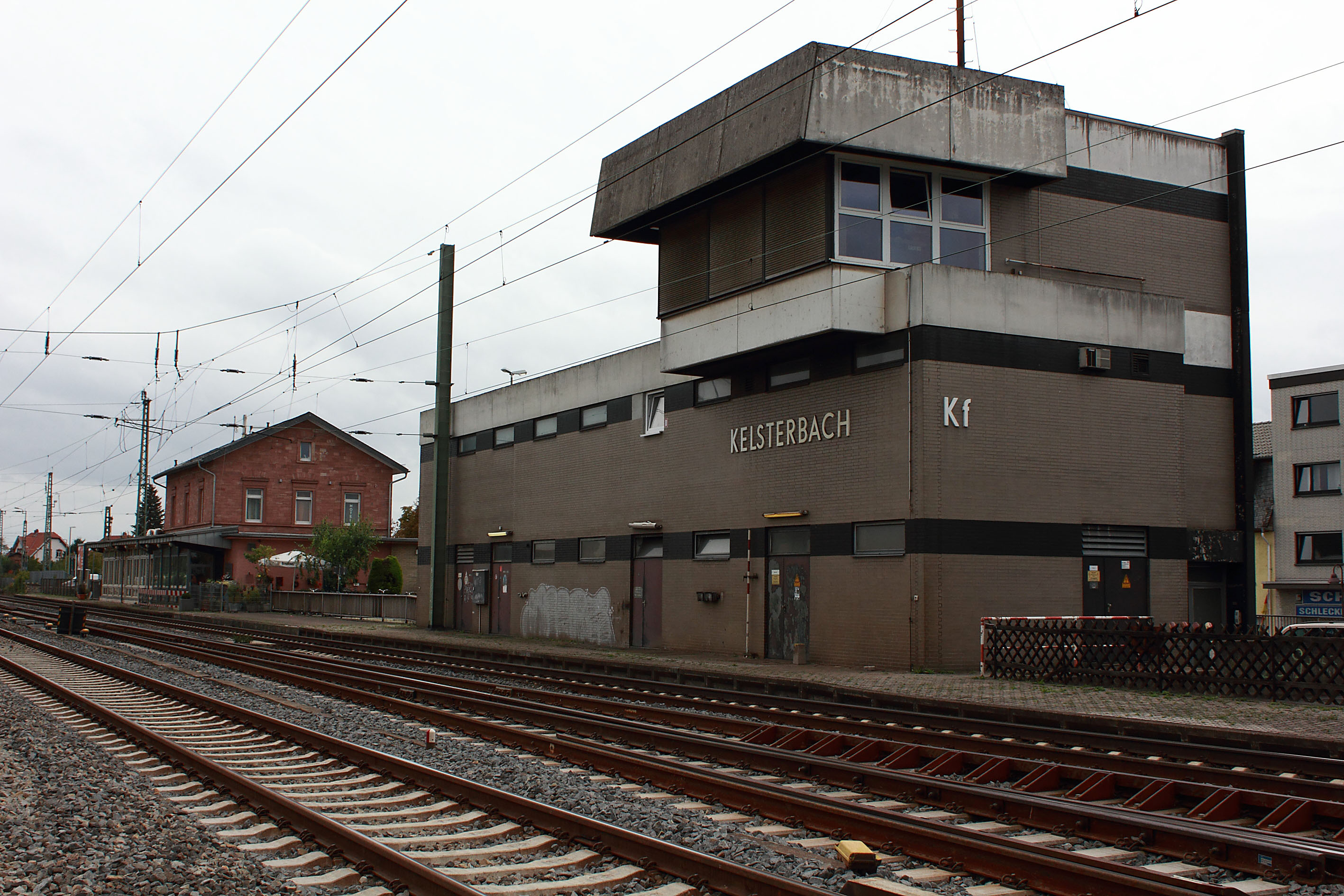
Bahnhof Kelsterbach

Durch Kelsterbach führt die Mainbahn, von ihr zweigt im Bahnhof Kelsterbach die Flughafenstrecke zum Flughafen Frankfurt Main ab.
Auf beiden Strecken fahren die S-Bahn-Linien S8 und S9. Diese führen binnen drei Minuten zum Frankfurter Flughafen, in fünfzehn Minuten zum Frankfurter Hauptbahnhof sowie in 30 Minuten in die Landeshauptstadt Wiesbaden.

#### Öffentlicher Personennahverkehr
In Kelsterbach verkehren vier Buslinien der Lokalen Nahverkehrsgesellschaft des Kreises Groß-Gerau (LNVG GG) und eine Linie der traffiQ aus Frankfurt am Main. Die Linien wurden im Rahmen von Ausschreibungen an die Firmen Regionalverkehr Kurhessen (RKH) und Autobus Sippel vergeben.
| Liniennummer | bestellendes Unternehmen | Auftragnehmer  | Linienführung                                                                                  |
| ------------ | ------------------------ | -------------- | ---------------------------------------------------------------------------------------------- |
| 68           | traffiQ                  | Autobus Sippel | Frankfurt-Schwanheim – Kelsterbach Gesamtschule                                                |
| 72           | LNVG GG                  | RKH            | (Ginsheim –) Bischofsheim – Rüsselsheim – Raunheim – Kelsterbach – Flughafen Frankfurt am Main |
| 73           | LNVG GG                  | RKH            | Stadtbus Kelsterbach Friedhof – Rathaus – Flughafen Frankfurt am Main                          |
| 74           | LNVG GG                  | RKH            | Stadtbus Kelsterbach Sportpark – Rathaus – Berliner Straße                                     |
| 75           | LNVG GG                  | RKH            | Stadtbus Kelsterbach (Friedhof –) Sportpark – Rathaus – Berliner Straße (– Niederhölle)        |
| 78           | LNVG GG                  | RKH            | Stadtbus Raunheim Raunheim Bahnhof – Gewerbegebiet Mönchhof – Kelsterbach Bahnhof              |

#### Radwanderwege
Am Mainufer verlaufen mehrere Radwanderwege:
- Der Hessischen Radfernweg R3 (Rhein-Main-Kinzig-Radweg) führt unter dem Motto Auf den Spuren des Spätlesereiters. entlang von Rhein, Main und Kinzig über Fulda nach Tann in der Rhön. Auf Teilstück bis Eltville am Rhein–Hochheim am Main führt der R3 über die Rheingauer Riesling Route.
- Die regionalen Themenrouten Regionalparkrouten Südwest und die Rhein-Main Vergnügungsroute 3 „Unterwegs zwischen Mainspitze und Mönchbruch“ (46 km).

### Freizeit und Naherholung
Zur Naherholung stehen das schön angelegte Mainufer, der im Sommer stark frequentierte Südpark und ein ausgedehnter Stadtwald mit See und Wildgehege zur Verfügung. Abgesehen vom Mainufer werden diese Flächen aber weitgehend von der Fraport AG für die Ende 2007 von der Planfeststellungsbehörde genehmigte Erweiterung des Frankfurter Flughafens beansprucht. – Oberhalb des Kelstergrundes ist – unweit des Schwimmbads – noch der Standort der Schwedenschanze bekannt, von dem aus die Schweden im Dreißigjährigen Krieg das damalige Schloss beschossen haben sollen.
Kelsterbach verfügte über ein großes kombiniertes Hallen- und Freizeitbad, das im März 2008 geschlossen wurde und mittlerweile durch ein neues und kleineres Sport- und Freizeitbad ersetzt wurde.

### Bildung

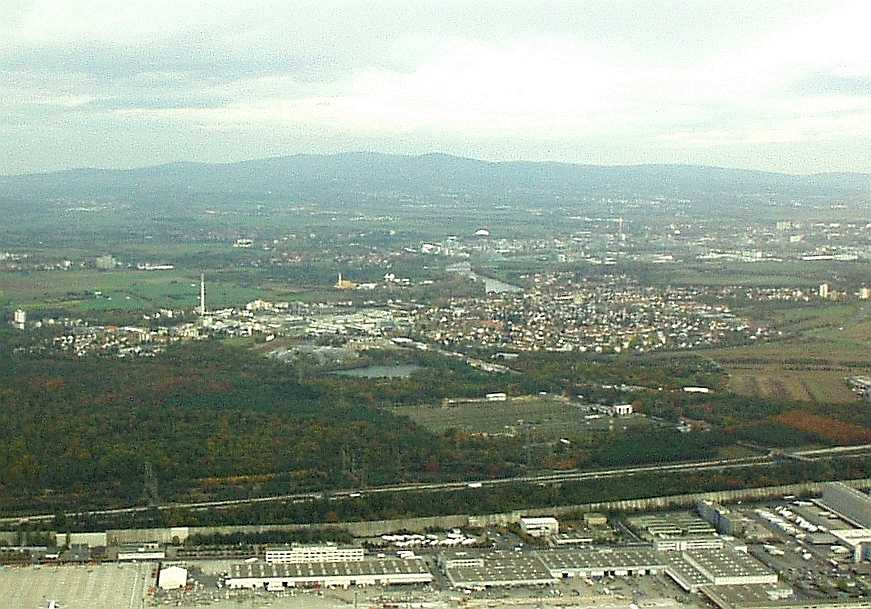
Kelsterbach von Süden, im Vordergrund der Flughafen Frankfurt Main, im rechten Hintergrund die Frankfurter Stadtteile Sindlingen und Höchst

Es sind eine der größten und modernsten Stadtbüchereien im Kreis Groß-Gerau (Hessischer Bibliothekspreis 2008) sowie eine Integrierte Gesamtschule, mehrere Grundschulen und eine Sonderschule vorhanden. Als einzige kreisangehörige Kommune in Hessen (abgesehen von den Städten ab 50.000 Einwohnern mit Sonderstatus) hat Kelsterbach noch selbst die Schulträgerschaft.
Die sieben Kindergärten unter kirchlicher Leitung werden von der Stadt koordiniert und finanziell unterstützt. Im ehemaligen Schloss ist ein Jugendzentrum untergebracht.

### Nahversorgung
Ausgeprägte Einkaufsmöglichkeiten sind vorhanden.

### Energie
Im Zuge des Baus der Nord-Süd-Leitung entstand im Jahr 1926 im Wald südlich von Kelsterbach ein sehr großes Umspannwerk. Dieses gehört der RWE AG und verfügt heute über die Spannungsebenen 380, 220 und 110 kV.
Das Umspannwerk wurde als wichtiger Knotenpunkt im Höchstspannungsnetz des Rhein-Main-Gebietes errichtet und war daher Ausgangspunkt zahlreicher wichtiger 110- und 220-kV-Leitungen. So bestand seit 1927 eine 110-kV-Leitung zum ehemaligen Kraftwerk Dettingen, die zugleich einen Anschluss an das Bayernwerk darstellte. Weitere 110-kV-Leitungen führen zum Industriepark Höchst. In der 220-kV-Ebene war das Umspannwerk ein wichtiger Verteilerknoten. So verfügte es über eine Anbindung an die 1926 in diesem Abschnitt fertiggestellte Nord-Süd-Leitung und an eine 220-kV-Leitung, welche seit 1936 über Limburg das Koepchenwerk in Herdecke anband und weiter durch den Odenwald in den Stuttgarter Raum und weiter nach Waldshut-Tiengen führte (Schwarzwaldleitung). Weitere 220-kV-Leitungen verbanden das Umspannwerk mit der Adam Opel AG in Rüsselsheim und seit 1950 mit dem Bayernwerk in Aschaffenburg.
Wegen des Ausbaus des Frankfurter Flughafens mussten die zu diesem Umspannwerk in südlicher Richtung kommenden Hochspannungsleitungen mehrfach neu verlegt werden. Nach dem Bau der Startbahn West wurden vom Mönchbruch bis zur A 3 niedrige Einebenenmasten errichtet.
Das Umspannwerk wurde in den Jahren 2006 bis 2007 komplett umgebaut, wobei die große Freiluftschaltanlage demontiert und eine moderne Innenraumschaltanlage gebaut wurde. Die 220-kV-Leitung in Richtung Koblenz wurde in eine 380-kV-Leitung umgebaut und das Kelsterbacher Umspannwerk auf 380-kV-Betrieb ertüchtigt. Alle zum Umspannwerk führenden Leitungen enden heute an Endmasten mit Kabeleinführungen, das Umspannwerk wird heute ausschließlich über Erdkabel gespeist. Die Leitungen nach Pfungstadt (Nord-Süd-Leitung), Limburg und Oberursel wurden demontiert, auch, weil diese bereits ein hohes Alter erreicht haben. Die nach Bayern führenden Leitungen wurden Anfang der 2000er Jahre teilweise demontiert.

### Ansässige Unternehmen
Kelsterbach profitiert von und leidet gleichzeitig an der Nähe zum Frankfurter Flughafen, das Gewerbegebiet Kelsterbach-Süd grenzt direkt an den Flughafen an. Zahlreiche Logistik-Dienstleister haben hier Niederlassungen, unter anderem
- Schenker Deutschland AG (Hauptsitz der Deutschen Landesgesellschaft der Schenker AG)
- Hellmann Worldwide Logistics
- Nippon Express (Deutschland) GmbH
- DSV
- FUJI EUROPE CORPORATION GmbH[57]

Auf dem 110 Hektar großen Mönchhof-Gelände, dem ehemaligen Raffinerie-Standort von Caltex am Mainufer, wird durch die Fraport AG ein neues Industrie- und Gewerbegebiet erschlossen, auf dem sich mittlerweile die ersten Unternehmen – überwiegend weniger personalintensive Logistikfirmen – angesiedelt haben. Insgesamt sollen hier bis zu 6.000 Arbeitsplätze entstehen.

## Persönlichkeiten
In Kelsterbach geboren
- Philipp Helfmann (1843–1899), Bauunternehmer (Hochtief AG)
- Balthasar Helfmann (1848–1896), Bauunternehmer (Hochtief AG)
- Ludwig Herpel (1887–1934), Wirtschaftswissenschaftler
- Dieter Becker (* 1940), Politiker (SPD)
- Gerhard Liebig (* 1948), Imker und Bienenwissenschaftler
- Gert Georg Wagner (1953–2024), Wirtschafts- und Sozialwissenschaftler
- Roland Mesmer (1953–2015), Filmproduzent
- Gabriele Thöne (* 1958), Juristin
- Kai Hundertmarck (* 1969), Radsportler und Triathlet

Persönlichkeiten mit Bezug zu Kelsterbach
- Bodo Maria (* 1943), Unternehmer, Sänger, Komponist und Liedtexter, lebte zeitweise in Kelsterbach
- Dagmar LAY.D. (* 1962), Countrysängerin, wohnt in Kelsterbach
- Miriam Lange (* 1980), Journalistin